# Vayoel Moshe

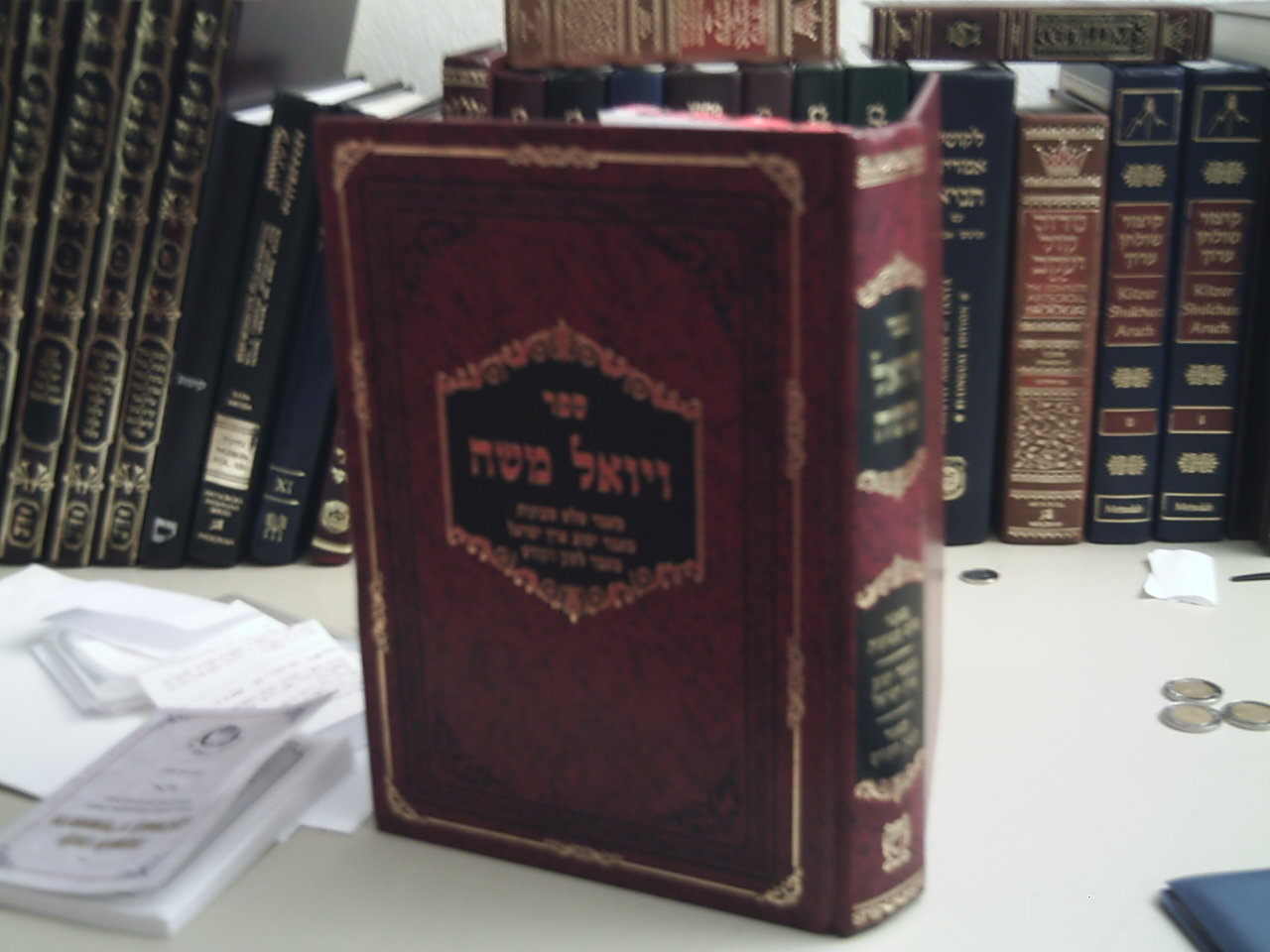
O livro Vayoel Moshe

Vayoel Moshe (em hebraico: ויואל משה) é um livro escrito em 1961 pelo rabino Joel Teitelbaum, fundador do movimento hassídico de Satmar. Nele, Teitelbaum argumenta que o sionismo é incompatível com o judaísmo.
Como Teitelbaum explica na introdução, o título do livro foi retirado do versículo em Êxodo 2:21 e faz alusão ao primeiro nome de Teitelbaum (Yoel) e ao seu tataravô, Moshe Teitelbaum. O versículo, que afirma: “E Moisés concordou em ficar... um estrangeiro em uma terra estranha”, sugere a conclusão de Teitelbaum de que o povo judeu deveria permanecer no exílio.
O livro é considerado a obra-prima de Teitelbaum e é de extrema importância para os hassidim de Satmar, bem como para outros haredim que seguem a posição de Satmar em relação ao sionismo. O hassidismo Satmar possui várias instituições, edifícios e bairros nomeados em homenagem ao livro.
Vayoel Moshe é principalmente um livro de Halacha, lei judaica. No entanto, ele também se baseia na filosofia judaica rabínica.

## Estrutura
O livro é composto de três partes:
1. Maamar Shalosh Shevuot (Tratado sobre os Três Juramentos) é uma análise aprofundada dos Três Juramentos e suas implicações haláchicas práticas.
Os "Três Juramentos" são originalmente detalhados pelo Talmud no tratado Ketubot. O Talmud discute uma passagem do Cântico dos Cânticos no Tanakh (Bíblia hebraica) na qual Deus fez os israelitas prometerem "esperar por Ele antes de despertar seu amor", assim como "o Rei Salomão, no Cântico dos Cânticos, adjurou três vezes as filhas de Jerusalém a não despertarem ou provocarem o amor até que ele seja desejado".

O Talmud segue a discussão dos juramentos com uma forte advertência:
... Rabi Elazar disse: O Santíssimo, Bendito seja, disse ao povo judeu: Se cumprirdes o juramento, é bom, e se não, abandonarei a vossa carne, e todos vos devorarão como as gazelas e como os cervos do campo.
2. Maamar Yishuv Eretz Yisrael (Tratado sobre assentamento na Terra de Israel), que busca esclarecer se há uma obrigação haláchica de habitar na terra de Israel, bem como preocupações haláchicas gerais relacionadas aos judeus que emigram para Israel, fenômeno conhecido como Aliyah.
3. Maamar Leshon HaKodesh (Tratado sobre a Língua Santa), no qual Teitelbaum escreve que não só não há razão para escolher falar hebraico moderno – na verdade, é proibido. Isto foi escrito como uma resposta pessoal ao rabino-chefe de Montreal na época, o rabino Pinchas Hirschsprung, e mais tarde foi adicionado a este livro.

### Outros argumentos
1. O rabino Teitelbaum se refere ao sionismo religioso como uma "grande profanação do nome de Deus".
2. Culpa a aveirah do sionismo pelo agravamento e por ser uma causa do Holocausto, tanto de forma direta como a nível espiritual, ao causar o cumprimento do massacre que o Talmud diz que acontecerá se os juramentos forem violados.
3. Refere-se a líderes sionistas como Theodor Herzl como “hereges”.
4. Argumenta que a participação nas eleições israelenses viola a Halacha e é um pecado grave.
5. Determina que as Yeshivot devem boicotar doações do governo israelense para apoiar suas instituições.
6. Afirma que o caminho do Baal Shem Tov está esquecido hoje e que a Hasidut não é mais devidamente compreendida.
7. Argumenta contra a prática de tomar decisões com base em histórias populares sobre rabinos hassídicos, especialmente em questões de Halacha.
8. Salienta que a fé cega nos justos é tola, pois mesmo os estudiosos genuinamente cultos e piedosos podem ser enganados, cometer erros ou abandonar os seus caminhos justos; em vez disso, a pessoa deve conduzir o seu próprio exame das fontes originais.

## Links externos
- Vayoel Moshe (livro completo em hebraico)
- (Aulas e tradução incompleta em inglês)